# Hồng Nhã
Hồng Nhã (chữ Hán giản thể: 洪雅县, Hán Việt: Hồng Nhã huyện) là một huyện thuộc địa cấp thị Mi Sơn, tỉnh Tứ Xuyên, Cộng hòa Nhân dân Trung Hoa. Huyện Hồng Nhã có dân số người 340.546 người (năm 1999).. Mã số bưu chính của Hồng Nhã là 620360